# Club Social y Deportivo Villa Española
O Club Social y Deportivo Villa Española é um clube de futebol, atletismo e boxe da cidade de Montevidéu, no Uruguai. Foi fundado em 1940 e disputará a Primeira Divisão do Campeonato Uruguaio de Futebol temporada 2021.

## História
O clube foi fundado no dia 18 de agosto de 1940, como um clube de boxe, sob o nome de Villa Española Boxing Club pela comunidade de descendentes de espanhóis em Montevidéu. Foi só no ano de 1950, que começou a ter futebol. Esse grupo competia sob o nome de Centenario Juniors, tornando-se em 1952, Villa Española. A sua primeira participação na primeira divisão nacional foi em 1998, quando foi rebaixado no mesmo ano.

## Estádio
O estádio utilizado pelo Villa Española é o Estádio Obdúlio Jacinto Varela, estádio bem recente, fundado em 2002, cuja capacidade é estimada de 8.000 espectadores. O nome homenageia Obdulio Jacinto Varela, grande jogador uruguaio, capitão da conquista da Copa do Mundo Celeste em 1950, além de outras competições, como sul-americanos(Copa América).

## Títulos
- Campeonato Uruguaio 2ª Divisão: 1 (2001)
- Campeonato Uruguaio 3ª Divisão: 5  (1973, 1980, 1987, 1996, 2013/14)
- Campeonato Uruguaio 4ª Divisão: 1 (1964)